# Distretto di Paryan
Il distretto di Paryan è un distretto dell'Afghanistan appartenente alla provincia del Panjshir.